# Régie intéressée
La régie intéressée constitue un mode de gestion du Service public dans lequel une collectivité va faire assurer le fonctionnement d'un service public par un délégataire tiers.

## Description
Traditionnellement, la collectivité conserve la responsabilité financière de l’exploitation, ce qui fait peser sur elle le « risque ». En effet, elle conserve un droit de regard important sur la gestion du service, le gérant n’étant qu’associé, et non concessionnaire. Ce dernier a néanmoins la possibilité d’être invité à collaborer aux prises de décisions et peut même bénéficier d’une certaine autonomie de gestion.

### Champ d’application
Les compétences déléguées au cocontractant peuvent concerner tous les travaux d’entretien ou de gestion du service, à l’exclusion des travaux importants (comme dans une concession ou un affermage de service public).

### Rémunération du cocontractant
Le régisseur intéressé perçoit une rémunération mixte :
- pour partie, cette rémunération consiste en une redevance fixe;
- pour partie, elle est fonction de l’amélioration de la qualité du service, du niveau des économies réalisées et du résultat financier de l’exploitation; c’est l’« intéressement ». Il peut être un pourcentage du chiffre d'affaires, une prime, ou un intéressement.

## Régime juridique
La jurisprudence considère la régie intéressée comme une délégation de service public. Le critère retenu par le juge est celui du mode de rémunération que la personne publique adopte dans le contrat. Ainsi, parce que la rémunération principale du régisseur est « substantiellement liée aux résultats de l’exploitation », le juge qualifie la régie intéressée de délégation de service public. À l'inverse, si la redevance fixe constituait une part déterminante de la rémunération du régisseur, le contrat serait (le cas échéant) requalifié en marché public, et devrait en conséquence être encadré par le code des marchés publics.

## Jurisprudences
- Conseil d'État, 6 avril 1895, Deshayes, Rec. CE, p. 344
- Conseil d'État, 19 janvier 1912, Marc et Béranger, Rec. CE, p. 75 (exploitation du service de gaz à Paris)
- Conseil d'État, 30 juin 1999, Synd. mixte du traitement des ordures ménagères Centre Ouest Seine-et-Marnais, AJDA 1999.714, concl. Bergeal, note Peyrical